# Liste von Persönlichkeiten der Stadt Querfurt

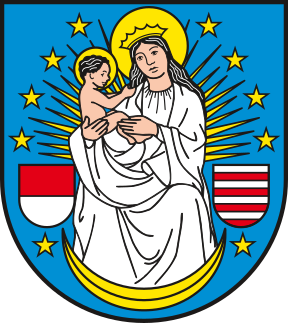
Wappen der Stadt Querfurt

Die Liste von Persönlichkeiten der Stadt Querfurt enthält Personen, die in der Geschichte der sachsen-anhaltischen Stadt Querfurt eine nachhaltige Rolle gespielt haben. Es handelt sich dabei um Persönlichkeiten, die Ehrenbürger von Querfurt oder hier geboren sind oder hier gewirkt haben.
Für die Persönlichkeiten aus den nach Querfurt eingemeindeten Ortschaften siehe auch die entsprechenden Ortsartikel.

## Ehrenbürger der Stadt
- Richard von Bötticher (1855–1934), Landrat in Saarbrücken und Regierungspräsident von Osnabrück
- 1932: Johannes Schlaf (1862–1941), Dramatiker, Erzähler und Übersetzer und bedeutender Vertreter des deutschen Naturalismus[1]

## Söhne und Töchter der Stadt

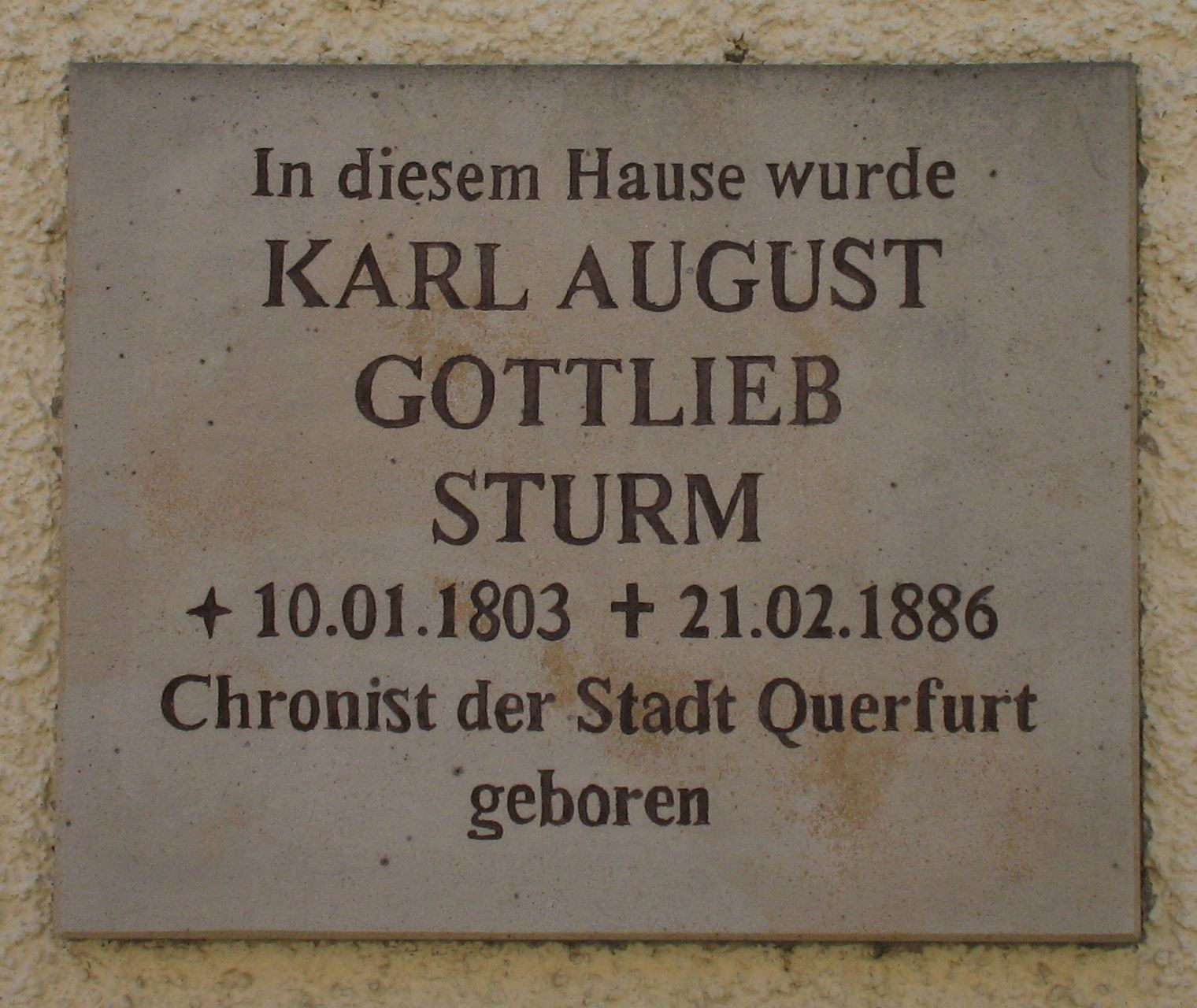
Gedenktafel an Karl August Gottlieb Sturms Geburtshaus

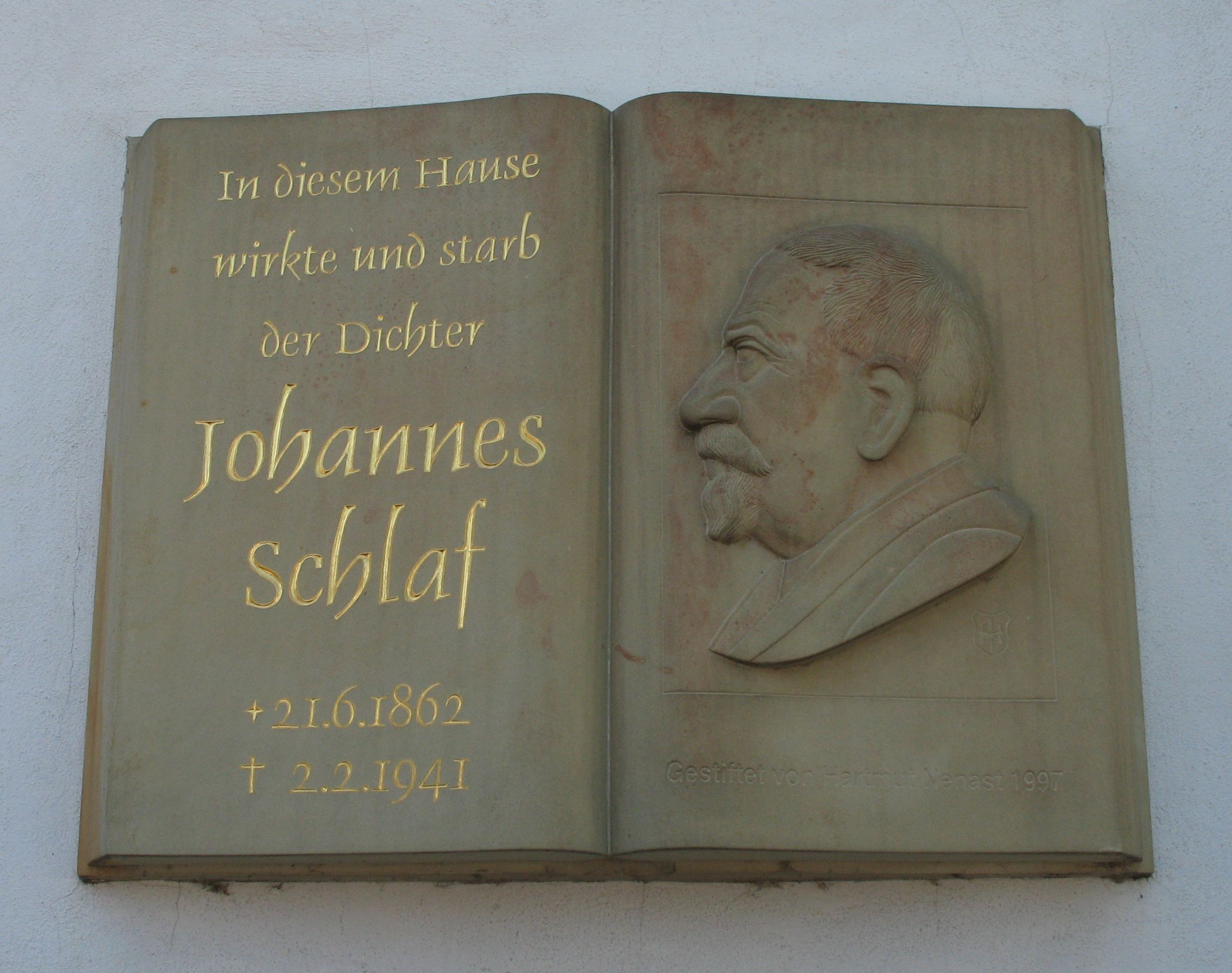
Gedenktafel an Johannes Schlafs Wohnhaus

- Brun von Querfurt (um 974–1009), aus dem Geschlecht der Edelfreien von Querfurt, Erzbischof und Missionar und der zweite christliche Apostel und Märtyrer bei den heidnischen Prußen
- Meinhard von Querfurt († nach 1298), Ritter des Deutschen Ordens, Komtur der Kommenden Königsberg und Brandenburg, 1288–1298 Landmeister von Preußen
- Bruno Seidel (um 1530–1591), Mediziner, Sprichwortsammler und neulateinischer Dichter
- Daniel Friderici (1584–1638), Komponist und Kantor, geboren in Kleineichstädt
- Andreas Merck (1595–1640), evangelischer Theologe und Pfarrer
- Hans Georg von Osterhausen (1603–unbekannt), schleswig-holsteinischer Hofbeamter und Küchenmeister, geboren in Gatterstädt
- Johann Siegmund von Osterhausen (1613–1679), Dompropst, Hofrichter und Gerichts- und Lehnsherr von Osterhausen, geboren in Gatterstädt
- Johannes Andreas Olearius (1639–1684), lutherischer Theologe
- Johann Eichentopf (1678–1769), Instrumentenbauer
- Johann Gottlieb Gonne (1713–1758), Jurist und Hochschullehrer an der Universität Erlangen
- Jacob Christian Schäffer (1718–1790), evangelischer Pfarrer, Naturforscher, Pionier der Waschmaschine und des Holzpapiers
- Johann Gottlieb Schäffer (1720–1795), Arzt und Naturforscher
- Moritz von Untzer (1765–nach 1821), preußischer Verwaltungsbeamter und Landrat der Kreise Hörde, Grafschaft Mark und des Kreises Bochum, Provinz Westfalen
- Christian Ludwig Krug von Nidda (1774–1851), in Gatterstädt geborener preußischer Landrat
- Friedrich Albert Franz Krug von Nidda (1776–1843), in Gatterstädt geborener Dichter der Romantik
- Johann Christian Gotthelf Schinke (1782–1839), Geistlicher und Autor
- Gottlieb Heise (1785–1847), Orgelbauer und Begründer der Alexander Schuke Potsdam Orgelbau GmbH
- Friedrich von Urlaub (1786–1874), preußischer Generalmajor
- Christian Friedrich Andreas Rohns (1787–1853), Architekt, geboren im jetzigen Stadtteil Lodersleben
- Woldemar von Trotha (1797–1859), preußischer Generalleutnant
- Ferdinand Beyer (1803–1863), Komponist und Pianist
- Karl August Gottlieb Sturm (1803–1886), Kantor, Chronist
- Gustav Moritz Redslob (1804–1882), Hebraist, Philologe, Theologe, Lehrer
- Hermann von Trotha (1804–1891), preußischer General der Kavallerie
- Otto Dambach (1831–1899), Jurist und Professor
- Heinrich Ernst Schmidt (1834–1926), Arzt
- Johannes Wislicenus (1835–1902), Chemiker, geboren in Kleineichstädt
- Moritz Immisch (1838–1903), Uhrmacher, Elektroingenieur und Erfinder, geboren in Niederschmoon
- Johannes Schlaf (1862–1941), Dramatiker, Erzähler und Übersetzer
- Felix Muche-Ramholz (1868–1947), Maler
- Otto Richter (1872–1927), SPD-Politiker und Pionier der Baugenossenschaftsbewegung
- Felix Rötscher (1873–1944), Hochschullehrer für Maschinenbau und Werkstoffkunde sowie Rektor der RWTH Aachen
- Georg Muche (1895–1987), Bauhaus-Künstler, Maler und Grafiker
- Will Halle (1905–1969), humoristischer Zeichner
- Walter Herrmann (1910–1987), Physiker
- Ulrich Willerding (1932–2021), Botaniker
- Hans-Joachim Rudolphi (1934–2009), Rechtswissenschaftler
- Cornelius Nägler (1936–2024), Landtagsabgeordneter (CDU)
- Peter H. Seeburg (1944–2016), Neurobiologe und Biochemiker
- Gina Pietsch (* 1946), Sängerin und Schauspielerin
- Peter Kunert (* 1949), Politiker (FDP), Bürgermeister von 1989 bis 2015
- Irmtrud Otto (* 1951), Ingenieurin und Politikerin (CDU)
- Christa Gießler (* 1954 in Ziegelroda), Schriftstellerin
- Dietmar Demuth (* 1955), Fußballspieler und -trainer
- Joachim Jahns (* 1955), Verleger und Schriftsteller
- Rüdiger Reiche (* 1955), Ruderer, Olympiasieger im Doppelvierer
- Eberhard Probst (1955–2024), Ringer
- Wilfried Reypka (* 1961), Fußballspieler
- Ines Bibernell (* 1965), Mittel- und Langstreckenläuferin
- Silke Renk (* 1967), Speerwerferin und Olympiasiegerin
- Denis Trautmann (* 1972), Leichtathlet und Olympionike
- Michael May (* 1973), Politikwissenschaftler und Hochschullehrer
- Nicole Rotzsch (* 1976), Politikerin (CDU), Bürgermeisterin 2015–2017
- Chris Fleischhauer (* 1982), TV-Moderator, Journalist, erste männliche Lottofee Deutschlands
- Christoph Lorke (* 1984), Historiker
- Jan Seyffarth (* 1986), Automobilrennfahrer
- Florence Randrianarisoa (* 1987), deutsche Ärztin, Fernsehmoderatorin und Autorin

## Persönlichkeiten, die mit der Stadt in Verbindung stehen
- Konrad von Querfurt (um 1100–1142), aus dem Geschlecht der Edelfreien von Querfurt, von 1134 bis 1142 Erzbischof von Magdeburg
- Konrad von Querfurt († 1202) (um 1160–1202), gründete 1198–1202 Karlstadt
- Johannes Olearius (1611–1684), Kirchenliederdichter und Superintendent
- David Sigmund Büttner (1660–1719), evangelischer Geistlicher und früher Geologe und Paläontologe, 1690–1719 Diakon an St. Lamperti
- Johann Gottfried Schnabel (1692–zwischen 1744 und 1748), deutscher Schriftsteller; ließ sich 1719 als Barbier in Querfurt nieder.
- Julius von Kirchmann (1802–1884), Jurist und Politiker, Landgerichtsdirektor in Querfurt
- Albrecht von Schlieckmann (1835–1891), Oberpräsident von Ostpreußen und Mitglied des Staatsrates, war 1864–1876 Landrat in Querfurt
- Hans Schomburgk (1880–1967), Afrikaforscher und Pionier des deutschen Tierfilms
- Fritz Adam (1889–1945), SA-Oberführer und Politiker (NSDAP), ab 1940 Landrat in Querfurt
- Axel Crewell (1896–1945), NSDAP-Kreisleiter und Landrat
- Fips Asmussen (eigentlich Rainer Pries; 1938–2020), Komiker und Alleinunterhalter, ließ sich Ende der 1990er Jahre in Querfurt nieder.